# Vacansoleil Pro Cycling Team/2009
Deze pagina geeft een overzicht van de wielerploeg Vacansoleil in 2009.

## Algemeen
Sponsor: Vacansoleil (bedrijf)
Team manager: Daan Luijkx
Ploegleiders: Michel Cornelisse, Hilaire Van der Schueren
Fietsmerk: Batavus

## Renners
| Naam                | Geboortedatum | Nationaliteit | Ploeg 2008                 | Titel                        |
| ------------------- | ------------- | ------------- | -------------------------- | ---------------------------- |
| Thijs van Amerongen | 18-07-1986    | Nederland     | Van Vliet-EBH Elshof       |                              |
| Borut Božič         | 08-08-1980    | Slovenië      | Cycle Collstrop            | Sloveense kampioen op de weg |
| Matteo Carrara      | 25-03-1979    | Italië        | Quick-Step - Innergetic    |                              |
| Baden Cooke         | 12-10-1978    | Australië     | Barloworld                 |                              |
| Wim De Vocht        | 19-04-1982    | België        | Silence-Lotto              |                              |
| Arnoud van Groen    | 11-12-1983    | Nederland     | P3 Transfer - Batavus      |                              |
| Reinier Honig       | 28-10-1983    | Nederland     | P3 Transfer - Batavus      |                              |
| Johnny Hoogerland   | 13-05-1983    | Nederland     | Van Vliet-EBH Elshof       |                              |
| Sergej Lagoetin     | 14-01-1981    | Oezbekistan   | Cycle-Collstrop            | Oezbeeks kampioen op de weg  |
| Björn Leukemans     | 01-07-1977    | België        | geen ploeg                 |                              |
| Clément Lhotellerie | 09-03-1986    | Frankrijk     | Skil-Shimano               |                              |
| Gerben Löwik        | 29-06-1977    | Nederland     | Rabobank                   |                              |
| Marco Marcato       | 11-02-1984    | Italië        | Cycle Collstrop            |                              |
| Wouter Mol          | 17-04-1982    | Nederland     | P3 Transfer - Batavus      |                              |
| Martin Mortensen    | 05-11-1984    | Denemarken    | Team Designa Køkken        |                              |
| Jens Mouris         | 12-03-1980    | Nederland     | Jartazi                    |                              |
| Wout Poels          | 01-10-1987    | Nederland     | P3 Transfer - Batavus      |                              |
| Matthé Pronk        | 01-07-1974    | Nederland     | Cycle Collstrop            |                              |
| Bobbie Traksel      | 03-11-1981    | Nederland     | P3 Transfer - Batavus      |                              |
| Frederik Veuchelen  | 04-09-1978    | België        | Topsport Vlaanderen        |                              |
| Aart Vierhouten     | 19-03-1970    | Nederland     | P3 Transfer - Batavus      |                              |
| Lieuwe Westra       | 11-09-1982    | Nederland     | KrolStonE Continental Team |                              |

- Joost van Leijen (20 juli 1984), stagiair (vanaf 1 augustus, afkomstig van Van Vliet-EBH Elshof)
- Rob Ruijgh (20 november 1986), stagiair (vanaf 1 augustus, afkomstig van PPL-Belisol Cycling Team)

## Belangrijke overwinningen
| Ster van Bessèges 4e etappe: Björn Leukemans Driedaagse van West-Vlaanderen 1e etappe: Johnny Hoogerland Eindklassement: Johnny Hoogerland Arno Wallaard Memorial Winnaar: Lieuwe Westra Ronde van Picardië 1e etappe: Lieuwe Westra Eindklassement: Lieuwe Westra | Omloop van Lotharingen Eindklassement: Matteo Carrara Ronde van België 2e etappe: Borut Božič 3e etappe: Borut Božič Puntenklassement: Borut Božič Nationale kampioenschappen Oezbekistan: wegwedstrijd: Sergej Lagoetin Ronde van Polen 1e etappe: Borut Božič | Ronde van Limousin 1e etappe: Borut Božič Ronde van Spanje 6e etappe: Borut Božič |

2005 · 
2006 · 
2007 · 
2008 · 
2009 · 
2010 · 
2011 · 
2012 · 
2013